# Cybo-Malaspina

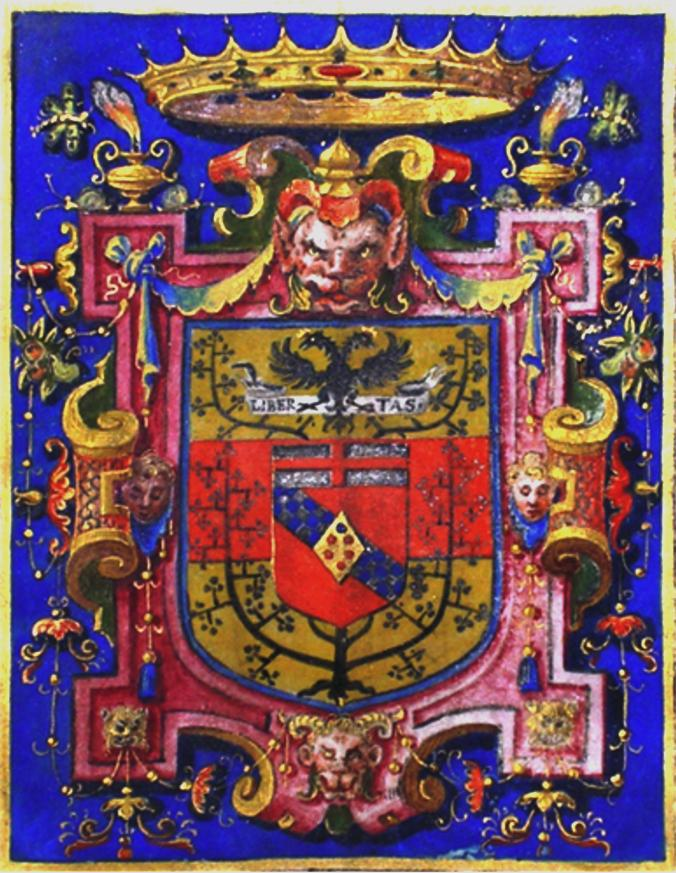
Lo stemma di Casa Cybo-Malaspina dall'Archivio di Stato di Massa

La Casata dei Cybo-Malaspina è stata la casata principesca italiana che ha regnato nel ducato di Massa e Carrara dal 1553 al 1790.

## Storia
Antonio Alberico II Malaspina era divenuto nel 1481 Marchese di Massa e signore sovrano di Carrara, carica che condivideva con il proprio fratello Francesco (morto nel 1484). Nel 1483 questi si ribellò ad Antonio: fu però sconfitto, esiliato e assunse lo status di pretendente al trono e la sua legittima discendenza maschile si estinguerà nel 1835. Sprovvisto di eredi maschi, in contrasto con le norme per la successione dei Malaspina che escludevano le donne, Antonio Alberico II designò successore dei feudi la figlia primogenita avuta da Lucrezia d'Este, Eleonora, che convolò a nozze nel 1515 con il ricco nobile genovese Scipione Fieschi, conte di Lavagna e patrizio della repubblica, al fine di usufruire del sostegno della potente vicina; lo stesso anno, tuttavia, la sposa morì.
Passato il periodo di lutto, l'anno successivo il Marchese fece sposare la secondogenita Ricciarda con il vedovo, già suo cognato: il matrimonio durò quattro anni, fino alla scomparsa dello sposo, ma è privo di eredi. L'anno prima, nel 1519, Antonio Alberico II morì, e fu la figlia a succedergli come prima sovrana di Massa e Carrara. Giovane (22 anni), vedova, orfana, con diritti opinabili sul marchesato, la Marchesa intravide la soluzione di questi problemi in un legame matrimoniale con qualche influente casato italiano, e il 14 maggio 1520 convolò a seconde nozze con Lorenzo Cybo (1500-1549), conte di Ferentillo, secondogenito di Franceschetto Cybo (rampollo di papa Innocenzo VIII) e di Maddalena de' Medici (figlia di Lorenzo il Magnifico): lo sposo godette dell'appoggio di Genova e di Roma, essendo il pontefice Leone X suo zio, ed il cardinale Innocenzo Cybo suo fratello. Lorenzo è tuttora conosciuto per il pregevole ritratto che gli fece il famoso pittore Parmigianino (1503-1540) quando aveva 24 anni e ricopriva la carica di comandante delle guardie papali (conservato nello Statens Museum For Kunst, Copenaghen).
Le nozze della coppia si rivelarono però notevolmente travagliate e si caratterizzarono per gli scontri, anche militari, tra i due coniugi, che si conclusero con l'esclusione di Lorenzo dalla co-reggenza del marchesato nel 1541. Una conseguenza fu la breve deposizione di Ricciarda, attuata dal primogenito Giulio con l'aiuto del padre nel 1546-1547, e la morte sul patibolo di Giulio nel 1548, accusato di tradimento dall'imperatore Carlo V. Ai figli della coppia fu in origine regolarmente attribuito il cognome paterno "Cybo"; con il suo testamento redatto nel 1553 alla vigilia della morte, Ricciarda impose al suo erede e secondo figlio maschio, Alberico, e quindi ai suoi discendenti, di assumere il cognome "Malaspina", dopo quello del padre. Ebbe così origine la dinastia Cybo-Malaspina, che rimarrà sul trono massese per quasi due secoli e mezzo, e la cui ultima esponente sarà la duchessa Maria Teresa, consorte del duca di Modena e Reggio, Ercole III d'Este. La loro unica figlia Maria Beatrice, diventerà duchessa di Massa e principessa di Carrara alla scomparsa della madre nel 1790. Alla sua morte, invece, nel 1829, gli stati di Massa e Carrara furono annessi al ducato di Modena e Reggio, governato dal primogenito maschio Francesco IV, nato dall'unione con Ferdinando d'Asburgo-Este, figlio dell'imperatrice Maria Teresa d'Austria. L'ascesa al trono, in successione femminile, di entrambe le ultime duchesse fu resa possibile dalla deroga alla legge salica che Ricciarda Malaspina aveva ottenuto nel 1529 in sede della propria investitura imperiale come marchesa di Massa e signora di Carrara.